# Шпанија на Летњим олимпијским играма 1900.
Шпанску спортску делегацију је на Летњим олимпијским играма одржаним 1900. године у Паризу, Француска, сачињавало је 10 спортиста који су се такмичили у пет спортова. То су биле прве Игре на којима су учествовали шлански спортисти и на којима је освојена прва медаља за Шпанију. Шпанија је освојила 1 златну медаљу и у укупном пласману према броју освојених медаља заузела је 14 место.

## Учесници по дисциплинама
| Спорт            | Мушкарци | Жене | Укупно |
| ---------------- | -------- | ---- | ------ |
| Баскијска пелота | 2        | 0    | 2      |
| Коњички спорт    | 1        | 0    | 1      |
| Мачевање         | 1        | 0    | 1      |
| Поло*            | 1        | 0    | 1      |
| Веслање          | 5        | 0    | 5      |
| Укупно(5)        | 10       | 0    | 10     |

*Шпанац Хосе де Мадре учествовао је на поло турниру у мешовитој екипи која је освојила сребрну медаљу која је приписана Мешовитом тиму.

## Освајачи медаља
Златне медаље нису додељиване на Играма 1900. Сребрна медаља добијала се за прво место, а бронзана за друго. Међународни олимпијски комитет је ретроактивно доделио златну, сребрну и две бронзане медаље на учеснике који су освојили 1., 2., и 3. место, односно, како би се такмичари на раним Олимпијским играма ускладили са тренутним наградама.

### Злато
- Хосе де Амезола и Аспизуа и Франсиско Виљота - Баскијска пелота

## Резултати по дисциплинама

### Баскијска пелота
У овом такмичењу Шпанија је била једна од две учеснице. Шпански пар Хосе де Амезола и Аспизуа и Франсиско Виљота победио је француски пар, али резултат није познат. Шпански играчи су овом победом донели својој земљи прву медаљу на модерним олимпијским играма и то златну.

### Коњички спорт
- Luis Antonio de la Cuadra y Raoul, Маркиз од Гвадалмине у комбинованом четворопрег такмичењу.

### Поло
Шпанац Хосе де Мадре учествовао је на поло турниру у екипи коју су чинили двојица представника Уједињеног Краљевста и један Американац. Екипа је освојила сребрну медаљу која је приписама Мешовитом тиму.

### Мачевање
Учествовала је један такмичар у три дисциплине.
| Дисциплина | Спортита               | Први круг                | Четвртфинале             | Полуфинале       | Финале           | Пласман |
| Дисциплина | Спортита               | Место                    | Место                    | Место            | Место            | Пласман |
| ---------- | ---------------------- | ------------------------ | ------------------------ | ---------------- | ---------------- | ------- |
| Мач        | Mauricio Ponce de Léon | 3-6 у групи М            | Није се пласирао         | Није се пласирао | Није се пласирао | 35-104  |
| Флорет     | Mauricio Ponce de Léon | Победио по одлуци судија | Изгубио по одлуци судија | Није се пласирао | Није се пласирао | 15-34   |
| Сабља      | Mauricio Ponce de Léon | 1-4 у групи              |                          | 4-8 у ПФ Б       | Није се пласирао | 9-16    |

### Веслање
Шпанија је са 5 веслача учествовавала у две од четири веслачке дисциплина на Играма 1900, али нису освојили медаљу.
| Дисциплина             | Посада                                                                                                  | Четвртфинале | Четвртфинале | Полуфинале       | Полуфинале       | Финале           | Финале           |
| Дисциплина             | Посада                                                                                                  | Резултат     | Место        | Резултат         | Место            | Резултат         | Место            |
| ---------------------- | --- | ------------ | ------------ | ---------------- | ---------------- | ---------------- | ---------------- |
| Скиф                   | Antonio Vela Vivó                                                                                       | Није завршио | Није завршио | Није се пласирао | Није се пласирао | Није се пласирао | Није се пласирао |
| Четверац са кормиларом | Juan Camps Mas, José Fórmica Corsi, Ricardo Margarit Calvet, Orestes Quintana, Antonio Vela Vivó (кор.) |              |              | 6:38,4           | 2 у 1. ПФ        | Није се пласирао | Није се пласирао |